# 肯·科齊格
肯·科齊格（Kenneth David "Ken" Kirzinger，1959年11月4日—）是加拿大的一位演員和特技演員。他最著名的作品有鬼主再生中的Jason Voorhees，血肉森林中的Pa，致命玩笑3的Rusty Nail角色。

## 外部連結
- 肯·科齊格在互联网电影资料库（IMDb）上的資料（英文）